# Disophrys diluta
Disophrys diluta är en stekelart som beskrevs av Turner 1918. Disophrys diluta ingår i släktet Disophrys och familjen bracksteklar. Inga underarter finns listade i Catalogue of Life.